# Baden (Pennsilvània)
Baden és una població dels Estats Units a l'estat de Pennsilvània. Segons el cens del 2000 tenia 7.377 habitants.

## Demografia
Segons el cens del 2000, Baden tenia 4.377 habitants, 1.900 habitatges, i 1.200 famílies. La densitat de població era de 738 habitants per quilòmetre quadrat.
Dels 1.900 habitatges en un 22,4% hi vivien nens de menys de 18 anys, en un 49,4% hi vivien parelles casades, en un 10,5% dones solteres, i en un 36,8% no eren unitats familiars. En el 33,2% dels habitatges hi vivien persones soles el 18,2% de les quals corresponia a persones de 65 anys o més que vivien soles. El nombre mitjà de persones vivint en cada habitatge era de 2,2 i el nombre mitjà de persones que vivien en cada família era de 2,78.
Per edats la població es repartia de la següent manera: un 17,4% tenia menys de 18 anys, un 6,9% entre 18 i 24, un 25,2% entre 25 i 44, un 22,7% de 45 a 60 i un 27,8% 65 anys o més.
L'edat mediana era de 46 anys. Per cada 100 dones de 18 o més anys hi havia 78,8 homes.
La renda mediana per habitatge era de 32.924 $ i la renda mediana per família de 40.924 $. Els homes tenien una renda mediana de 31.025 $ mentre que les dones 23.813 $. La renda per capita de la població era de 17.112 $. Entorn del 5,1% de les famílies i el 7,9% de la població estaven per davall del llindar de pobresa.

## Poblacions properes
El següent diagrama mostra les poblacions més properes.